# Protonemura waliabadi
Protonemura waliabadi är en bäcksländeart som beskrevs av Aubert 1964. Protonemura waliabadi ingår i släktet Protonemura och familjen kryssbäcksländor. Inga underarter finns listade i Catalogue of Life.